# Élections régionales de 1995 dans les Marches
Les élections régionales de 1995 dans les Marches (en italien : Elezioni regionali nelle Marche) ont eu lieu le 23 avril 1995 afin d'élire le président et les conseillers de la VIe législature du conseil régional des Marches pour un mandat de cinq ans.

## Système électoral

Région des Marches.

Le conseil régional des Marches est constitué de 40 sièges, dont ses membres sont élus selon un système mixte. 32 des conseillers sont élus grâce aux listes provinciales, à la proportionnelle, tandis que le président est élu grâce au scrutin uninominal majoritaire à un tour. Le vainqueur obtient une prime majoritaire de 7 sièges.

### Répartition des sièges
| Provinces                          | Sièges | +/-           |
| ---------------------------------- | ------ | ------------- |
| Ancône                             | 11     | 3             |
| Ascoli Piceno                      | 9      | 2             |
| Macerata                           | 7      | en stagnation |
| Pesaro et d'Urbino                 | 5      | 3             |
| Président élu et prime majoritaire | 8      | 8             |
| Total                              | 40     | en stagnation |

## Résultats
|                              |                              |            |            |                      |                                          |                                    |           |         |         |               |               |       |  |  |
| Présidence                   | Présidence                   | Présidence | Présidence | Présidence           | Conseil                                  | Conseil                            | Conseil   | Conseil | Conseil | Conseil       | Conseil       | Total |  |  |
| Candidats                    | Candidats                    | Votes      | %          | Élus                 | Partis                                   | Partis                             | Votes     | %       | +/-     | Sièges        | +/-           | Total |  |  |
|                              | Vito D’Ambrosio (PDS)        | 486 631    | 51,56      | 8                    |                                          | Parti démocrate de la gauche (PDS) | 283 429   | 33,64   | 3,67    | 12            | 1             |       |  |  |
|                              | Vito D’Ambrosio (PDS)        | 486 631    | 51,56      | 8                    | Parti de la refondation communiste (PRC) | 86 293                             | 10,24     | Nv.     | 3       | 3             |               |       |  |  |
|                              | Vito D’Ambrosio (PDS)        | 486 631    | 51,56      | 8                    | Pacte des démocrates (PdD)               | 38 695                             | 4,59      | Nv.     | 1       | 1             |               |       |  |  |
|                              | Vito D’Ambrosio (PDS)        | 486 631    | 51,56      | 8                    | Fédération des Verts (FdV)               | 24 632                             | 2,92      | 1,97    | 1       | 1             |               |       |  |  |
|                              | Vito D’Ambrosio (PDS)        | 486 631    | 51,56      | 8                    | Parti républicain italien (PRI)          | 16 866                             | 2,00      | 1,71    | 1       | en stagnation |               |       |  |  |
|                              | Vito D’Ambrosio (PDS)        | 486 631    | 51,56      | 8                    | Fédération travailliste (FL)             | 4 648                              | 0,55      | Nv.     | —       | en stagnation |               |       |  |  |
| Total L'Olivier              | Total L'Olivier              | 486 631    | 51,56      | 8                    | 454 563                                  | 53,96                              | Nv.       | 18      | 18      | 26            |               |       |  |  |
|                              | Stefano Bastianoni (FI)      | 367 030    | 38,89      | —                    |                                          | Forza Italia (FI)                  | 164 829   | 19,57   | Nv.     | 6             | 6             |       |  |  |
|                              | Stefano Bastianoni (FI)      | 367 030    | 38,89      | —                    | Alliance nationale (AN)                  | 129 220                            | 15,34     | 11,41   | 5       | 4             |               |       |  |  |
|                              | Stefano Bastianoni (FI)      | 367 030    | 38,89      | —                    | Centre chrétien-démocrate (CCD)          | 26 756                             | 3,18      | Nv.     | 1       | 1             |               |       |  |  |
| Total Pôle pour les libertés | Total Pôle pour les libertés | 367 030    | 38,89      | —                    | 320 805                                  | 38,08                              | Nv.       | 12      | 12      | 12            |               |       |  |  |
|                              | Paolo Polenta                | 60 401     | 6,40       | —                    |                                          | Parti populaire italien            | 51 057    | 6,06    | 30,23   | 2             | 13            | 2     |  |  |
|                              | Achille Castignani           | 10 962     | 1,16       | —                    |                                          | Flamme tricolore (MSFT)            | 4 397     | 0,52    | Nv.     | 0             | en stagnation | 0     |  |  |
|                              | Ruggero Morresi              | 10 224     | 1,08       | —                    |                                          | Liste Pannella                     | 7 344     | 0,87    | 0,03    | 0             | en stagnation | 0     |  |  |
|                              | Luca Rodolfo Paolini         | 8 525      | 0,90       | —                    |                                          | Ligue du Nord (LN)                 | 4 252     | 0,50    | 0,25    | 0             | en stagnation | 0     |  |  |
|                              |                              |            |            |                      |                                          |                                    |           |         |         |               |               |       |  |  |
| Votes valides                | Votes valides                | 943 773    | 89,84      |                      | Votes valides                            | Votes valides                      | 842 418   | 80,19   |         |               |               |       |  |  |
| Votes blancs et nuls         | Votes blancs et nuls         | 106 773    | 10,16      | Votes blancs et nuls | Votes blancs et nuls                     | 208 128                            | 19,81     |         |         |               |               |       |  |  |
| Total candidats              | Total candidats              | 1 050 546  | 100        | 8                    | Total partis                             | Total partis                       | 1 050 546 | 100     | -       | 32            | 8             | 40    |  |  |
| Abstentions                  | Abstentions                  | 190 874    | 15,38      |                      |                                          |                                    |           |         |         |               |               |       |  |  |
| Inscrits/Participation       | Inscrits/Participation       | 1 241 420  | 84,62      |                      |                                          |                                    |           |         |         |               |               |       |  |  |